# Anjos Teixeira

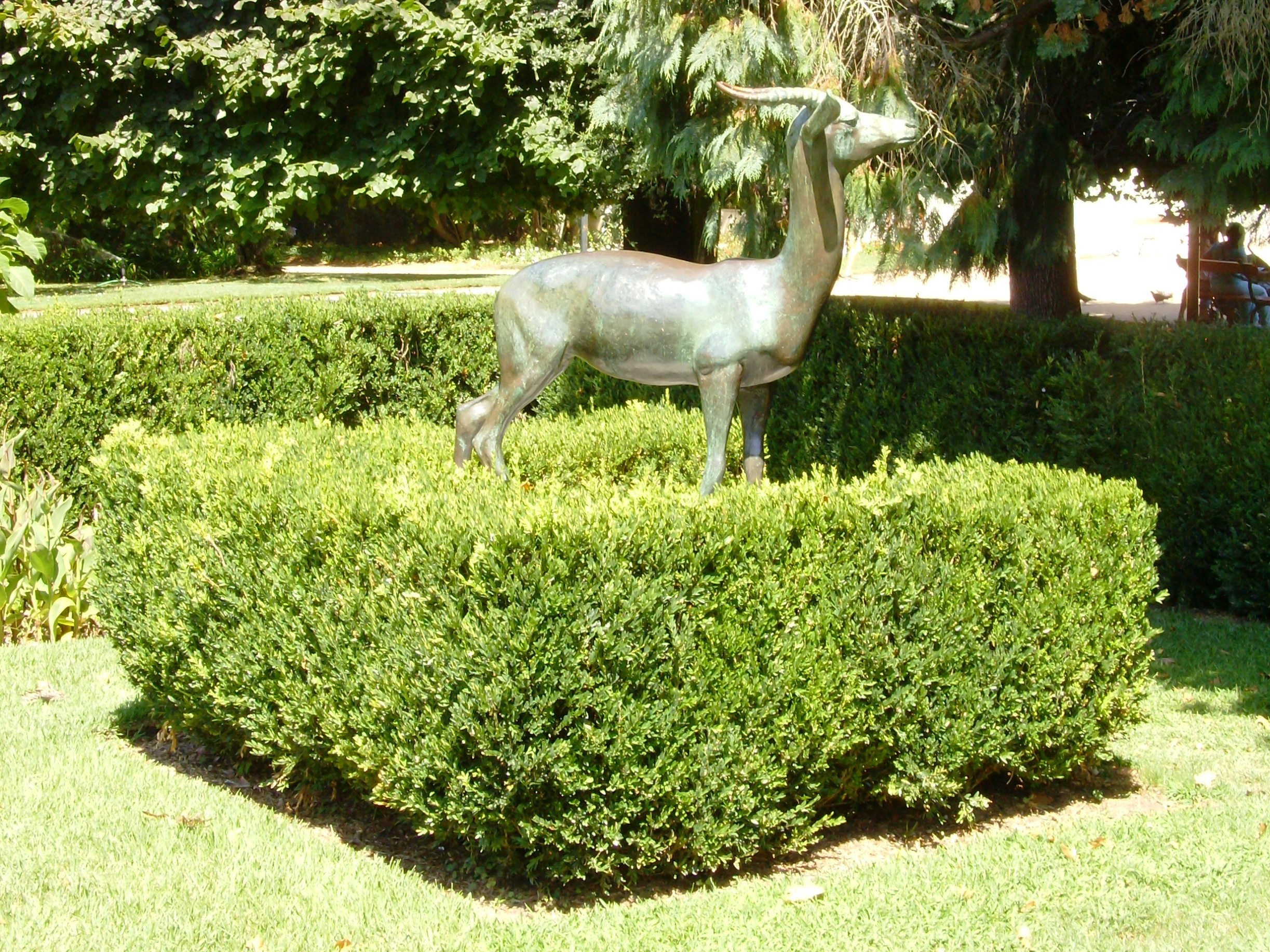
"Cabra de Leque", bronce (Parque D. Carlos I, Caldas da Rainha).

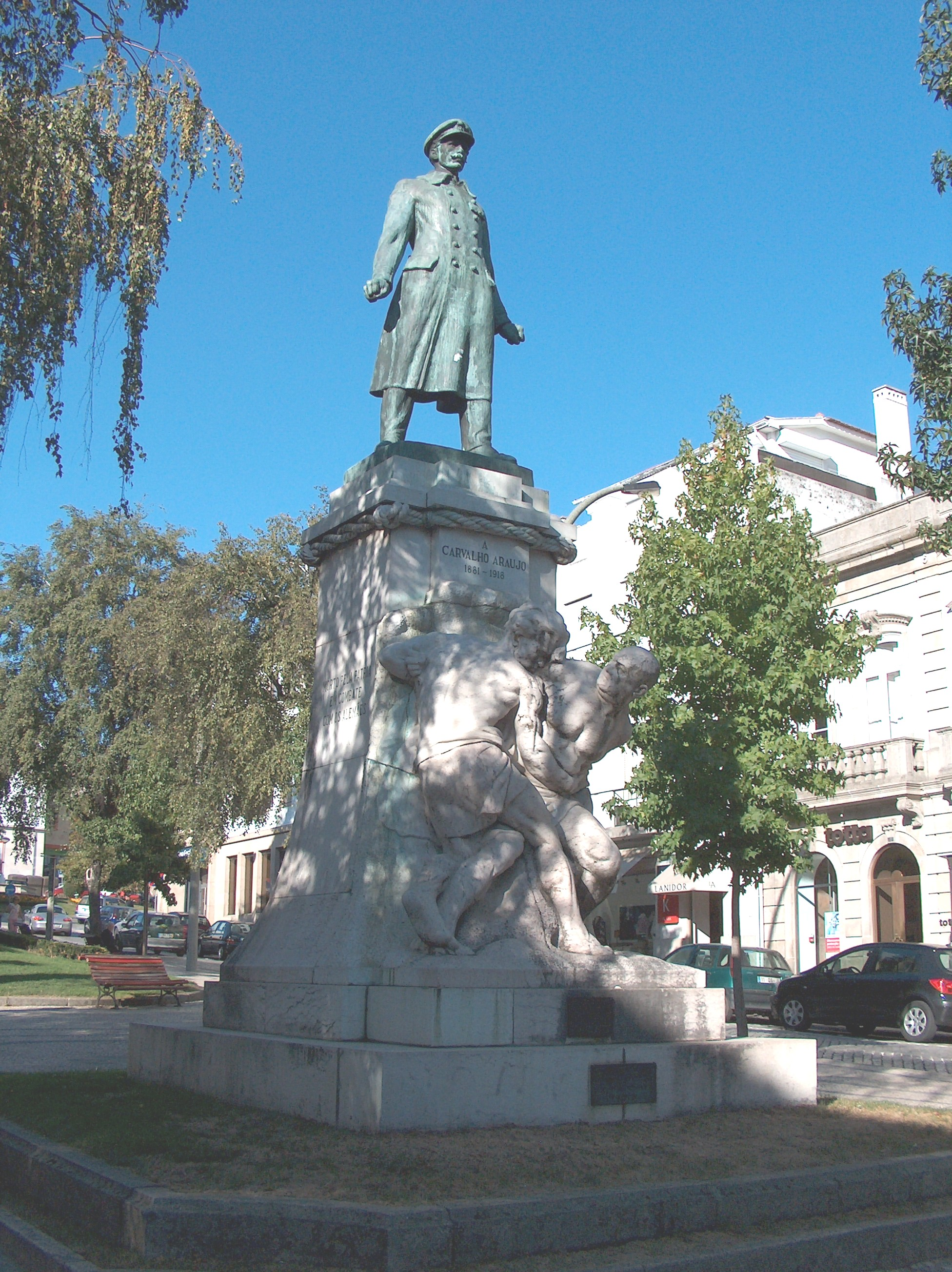
Estatua a Carvalho Araújo (bronce, Vila Real).

Artur Gaspar dos Anjos Teixeira (18 de julio de 1880 - 4 de marzo de 1935) fue un escultor portugués. Fue discípulo de los escultores Simões de Almeida y Costa Mota y maestro del escultor Rogério Timóteo.

## Datos biográficos
Vivió durante muchos años en París, por lo que participó en varias exposiciones del "Salón de París". Desarrolló un estilo realista dramático influido por las obras de François Rude, atenuado por rasgos impresionistas tomados de Auguste Rodin; ejemplo de este estilo son las esculturas "Depois da Venda", "A Varina" y "Ninfa e Fauno" (todas ellas conservadas en el Museo de Chiado), y los bustos de Aquilino Ribeiro (en el Museu Grão Vasco, en Viseu) y de la Viscondessa de Alverca (colección particular de Armando Coelho).
Sobresalió en el concurso para el monumento a Camões, en París, donde alcanzó el primer premio.
Al comienzo de la Primera Guerra Mundial se instaló en Algueirão - Mem Martins, en el concejo de Sintra, donde nacería su hijo Pedro Augusto. Realizó también los monumentos a Carvalho Araújo (en Vila Real) y los Muertos de la Gran Guerra (en Viseu).